# Streichquartett D-Dur (Schönberg)
Das Streichquartett D-Dur des österreichischen Komponisten Arnold Schönberg (1874–1951) aus dem Jahr 1897 trägt keine Opuszahl und ist das erste vollständig überlieferte Streichquartett des Komponisten. Die 1898 erfolgte Wiener Uraufführung wurde beifällig aufgenommen.

## Entstehung, Aufbau und Charakterisierung
Das Streichquartett D-Dur wurde im Herbst 1897 abgeschlossen und ist das erste erhaltene größere Werk des Komponisten. Der damals 23-jährige Schönberg erhielt dabei Unterstützung durch seinen kompositorischen Mentor Alexander von Zemlinsky, der ihm nach Vorlage des Manuskripts empfahl, den 1. Satz umzuarbeiten und den 2. Satz komplett zu ersetzen, offenbar wurde auch der bereits begonnene 3. Satz neu komponiert. 
Dieses erste vollendet überlieferte Streichquartett Schönbergs gehört zu einer Gruppe mehrerer Quartettversuche, die den mit Opuszahlen versehenen 4 „offiziellen“ Quartetten vorausgingen (laut Schönberg mindestens fünf oder sechs Vorläufer), von denen noch einzelne Fragmente im Nachlass zeugen.
Das Streichquartett D-Dur hat eine Spieldauer von etwa 25 Minuten und ist viersätzig:
- Allegro molto
- Intermezzo – Andantino grazioso
- Andante con moto. Variationen 1–5
- Allegro

Das Quartett steht stilistisch in der Tradition von Johannes Brahms und lässt die starke Beeinflussung durch Richard Wagner in den folgenden Jahren noch nicht erkennen (geschweige denn Schönbergs späteren Bruch mit der Tonalität). 
Auf einen regelgemäßen Sonatensatz folgt ein tänzerisch angelegtes Intermezzo der durchgängig gedämpften Streicher. Der langsame Satz ist eine Variationenfolge, deren Thema vom Cello solo intoniert wird. Das Finale ist als Rondo angelegt und weist motivische Verknüpfungen zum 1. Satz auf. Die Themenbildung des D-Dur-Quartetts erinnert stellenweise an Werke Antonín Dvořáks, so im volksmusikalisch anmutenden Thema des 4. Satzes. Bereits das 1. Thema des Eingangssatzes klingt an dessen Amerikanisches Quartett (3. Satz) an.

## Rezeption
Auf Vermittlung Alexanders von Zemlinsky, Vorstandsmitglied des Wiener Tonkünstlervereins, erklang das Werk erstmals in einem nicht-öffentlichen Vereinskonzert am 17. März 1898 durch ein ad hoc zusammengestelltes Quartett aus Mitgliedern des Tonkünstlervereins. Die erste öffentliche Aufführung erfolgte am 20. Dezember 1898 im Wiener Bösendorfer-Saal durch das Fitzner-Quartett. Die Kritik zu dieser Aufführung war sehr positiv, so vermeldete die Wiener Neue Presse in einer Rezension am 24. Dezember 1898: „[…] ein neues Streichquartett von Arnold Schönberg errang nicht nur einen ungewöhnlichen Erfolg, sondern machte auf alle anwesenden Musikfreunde den Eindruck, daß man es in seinem Autor mit einem wahrhaften Talente zu thun habe, das da sein erstes bedeutsames Wort gesprochen.“
Das Quartett blieb nach den ersten Aufführungen bis zu Schönbergs Tod vergessen. 1951 erwarb die Library of Congress die autographe Partitur nebst Stimmensätzen. 1966 erschien der Erstdruck bei Faber Music, London. Mehrere Einspielungen dieses Frühwerks von Arnold Schönberg liegen vor.